# Titanoboa
Titanoboa  este un șarpe fosil, strămoșul șarpelui Boa constrictor actual. Este singura specie cunoscută a genului fosil de șerpi Titanoboa, fosilele fiind descoperite într-o mină de cărbuni expoaltata de compania Cerrejón⁠(en)[traduceți] din Columbia. 
Reprezentanții speciei Titanoboa cerrejonensis, care au trăit în Paleocen, ajungeau la o lungime de 14 m și cântăreau peste o tonă. 